# Фінал клубного чемпіонату світу з футболу 2018
Фінал Клубного чемпіонату світу з футболу 2018 — фінальний матч Клубного чемпіонату світу 2018, футбольного турніру для клубів-чемпіонів кожної з шести конфедерацій ФІФА та чемпіона країни-господарки турніру. Матч відбувся 22 грудня 2018 року на стадіоні «Заєд Спортс Сіті» у місті Абу-Дабі, ОАЕ.
У матчі зійшлись чинний володар титулу іспанський «Реал Мадрид» і господар турніру еміратський «Аль-Айн». Перемогу з рахунком 4:1 здобули представники Європи. Це стало четвертою перемогою «вершкових» на турнірі, у тому числі втретє поспіль, що до цього не траплялось.

## Клуби
| Клуб        | Конфедерація | Кваліфікація на турнір                | Попередні фінали (жирним шрифтом виділені перемоги)            |
| ----------- | ------------ | ------------------------------------- | -------------------------------------------------------------- |
| Реал Мадрид | УЄФА         | Переможці Ліги чемпіонів УЄФА 2017/18 | МК: 5 (1960, 1966, 1998, 2000, 2002) КЧС: 3 (2014, 2016, 2017) |
| Аль-Айн     | АФК          | Переможці чемпіонату ОАЕ 2017/18      | —                                                              |

## Стадіон
«Заєд Спорт Сіті», стадіон в Абу-Дабі, був оголошений місцем проведення фіналу в травні 2018 року, проводячи до того фінали цього турніру у 2009, 2010 і 2017 роках. Це найбільший стадіон в Об'єднаних Арабських Еміратах і використовується в основному еміратською національною збірною. Стадіон також приймав фінал Кубка Азії 1996 року і заплановано провести декілька матчів на Кубку Азії 2019 року. Він також представлений на банкноті 200 дирхам. 43 000-місцевий стадіон, відкритий у 1980 році, також проводив матчі молодіжного чемпіонату світу 2003 року та юнацького чемпіонату світу 2013 року.

## Передумови
«Реал» кваліфікувався на клубний чемпіонат світу серед клубів як переможець Ліги чемпіонів УЄФА 2017/18. Клуб виграв три з чотирьох попередніх фіналів чемпіонату світу: у 2014, 2016 та 2017 роках. Загалом це була п'ята участь для «вершкових» у цьому турнірі, що стало рекордом для європейських команд. Вихід у фінал став для «Реалу» четвертим, повторивши рекорд «Барселони». При цьому на відміну від каталонців, для мадридців цей фінал став третім поспіль, що є історичним досягненням для турніру.
Матч став 14-им поспіль фіналом за участю європейської команди (єдиним фіналом без жодної команди з Європи був розіграш дебютного турніру у 2000 році), а також 8-им загалом і 5-им поспіль фіналом з іспанською командою. Перемога в цьому матчі іспанців дозволила встановити ще ряд рекордів — найбільшу кількість титулів поспіль (3), найбільшу кількість титулів для конфедерації (11 для УЄФА), найбільшу кількість послідовних титулів для конфедерації (6 для УЄФА), найбільшу кількість титулів для країни (7 для Іспанії), і найбільшу кількість послідовних титулів для країни (5 для Іспанії).
Для «Аль-Айна» це був перший клубний чемпіонат світу, куди вони потрапили як переможці чемпіонату ОАЕ 2017/18. «Аль-Айн» стала першою еміратською командою, яка дійшла до фіналу Клубного чемпіонату світу, а також другою азійською командою (після «Касіми Антлерс» в 2016 році). Цей фінал також став лише четвертим фіналом, в якому грав представник країни-господаря змагань (після «Корінтіанса» у 2000 році, «Раджі» (Касабланка) у 2013 році та «Касіми Антлерс» у 2016 році). Якби «Аль-Айн» переміг, він би став першою командою за межами Європи та Південної Америки, що виграв трофей, а також другим представником країни-господаря, який виграв турнір (після «Корінтіанса» у 2000 році).
Фінал був лише другим між азійською та європейською командою, після того, як «Реал Мадрид» виграв у «Касіми Антлерс» в фіналі 2016 року. Фінал також був третім фіналом між представником країни-господарів і в усіх випадках вигравала європейська команда. Матч став четвертим фіналом, який не мав південноамериканської команди після 2010, 2013 і 2016 років.

## Шлях до фіналу
| Реал Мадрид    | Реал Мадрид | Клуб                         | Аль-Айн        | Аль-Айн         |
| -------------- | ----------- | ---------------------------- | -------------- | --------------- |
| Суперник       | Результат   | Клубний чемпіонат світу 2018 | Суперник       | Результат       |
| —              | —           | Перший раунд                 | Тім Веллінгтон | 3–3 дч пен. 4–3 |
| —              | —           | Другий раунд                 | Есперанс       | 3–0             |
| Касіма Антлерс | 3–1         | Півфінали                    | Рівер Плейт    | 2–2 дч пен. 5–4 |

## Матч
| 22 грудня 2018 20:30 GST |

| Реал Мадрид                                        | 4–1      | Аль-Айн     |
| -------------------------------------------------- | -------- | ----------- |
| Модрич 14' Llorente 60' Рамос 79' Надер 90+1' (аг) | Протокол | Сіотані 86' |

| «Заєд Спорт Сіті», Абу-Дабі Глядачів: 40,696 Арбітр: Хаїр Марруфо (США) |

| «Реал Мадрид» | «Аль-Айн» |

| GK              | 25 | Тібо Куртуа        |     |     |
| RB              | 2  | Данієль Карвахаль  |     |     |
| CB              | 5  | Рафаель Варан      |     |     |
| CB              | 4  | Серхіо Рамос (к)   | 45' |     |
| LB              | 12 | Марсело            |     |     |
| CM              | 10 | Лука Модрич        |     |     |
| CM              | 18 | Маркос Льоренте    |     | 82' |
| CM              | 8  | Тоні Кроос         |     | 70' |
| RF              | 17 | Лукас Васкес       |     | 84' |
| CF              | 9  | Карім Бензема      |     |     |
| LF              | 11 | Гарет Бейл         |     |     |
| Substitutes:    |    |                    |     |     |
| GK              | 1  | Кейлор Навас       |     |     |
| GK              | 13 | Кіко Касілья       |     |     |
| DF              | 3  | Хесус Вальєхо      |     |     |
| DF              | 6  | Начо               |     |     |
| DF              | 19 | Альваро Одріосола  |     |     |
| DF              | 23 | Серхіо Регілон     |     |     |
| MF              | 14 | Каземіро           |     | 82' |
| MF              | 15 | Федеріко Вальверде |     |     |
| MF              | 20 | Марко Асенсіо      |     |     |
| MF              | 22 | Іско               |     |     |
| MF              | 24 | Дані Себальйос     |     | 70' |
| FW              | 28 | Вінісіус Жуніор    |     | 84' |
| Тренер:         |    |                    |     |     |
| Сантьяго Соларі |    |                    |     |     |

| GK           | 17 | Халід Ейса          |  |     |
| RB           | 23 | Мохамед Ахмед       |  | 64' |
| CB           | 5  | Ісмаїл Ахмед (к)    |  |     |
| CB           | 14 | Мохаммед Фаєз       |  |     |
| LB           | 33 | Цукаса Сіотані      |  |     |
| CM           | 43 | Раян Яслам          |  |     |
| CM           | 16 | Мохамед Абдулрахман |  | 67' |
| CM           | 3  | Тонго Думбіа        |  |     |
| RW           | 74 | Хуссейн Ель-Шахат   |  |     |
| LW           | 7  | Кайо                |  |     |
| CF           | 9  | Маркус Берг         |  | 75' |
| Substitutes: |    |                     |  |     |
| GK           | 1  | Мохаммед Або Санда  |  |     |
| GK           | 12 | Хамад Аль-Мансурі   |  |     |
| DF           | 19 | Моханад Салем       |  |     |
| DF           | 44 | Саїд Джумаа         |  |     |
| MF           | 6  | Амер Абдулрахман    |  | 67' |
| MF           | 11 | Бандар Аль-Абабі    |  | 64' |
| MF           | 13 | Ахмед Барман        |  |     |
| MF           | 18 | Ібрагім Діакі       |  |     |
| MF           | 28 | Сулайман Нассер     |  |     |
| MF           | 30 | Мохаммед Халфан     |  |     |
| MF           | 88 | Ях'я Надер          |  | 75' |
| FW           | 99 | Джамал Ібрагім      |  |     |
| Тренер:      |    |                     |  |     |
| Зоран Мамич  |    |                     |  |     |

| Гравець матчу: Маркос Льоренте (Real Madrid) Помічники арбітра: Френк Андерсон (США) Корі Роквелл (США) Четвертий арбітр: Вілтон Сампайо (Бразилія) Резервний асистент: Захеле Тусі Сівела (ПАР) Відеоасистент арбітра: Данні Маккелі (Нідерланди) Помічник відеоасистента: Марк Гейгер (США) Бруно Бошилья (Бразилія) Мауро Вільяно (Аргентина) | Регламент - 90 хвилин. - 30 хвилин овертайму при необхідності. - Серія післяматчевих пенальті, якщо рахунок залишається рівним. - Дванадцять запасних. - Не більше трьох замін, з доданням четвертої заміни у випадку екстра-таймів. |

### Статистика
| Статистика       | Реал Мадрид | Аль-Айн |
| ---------------- | ----------- | ------- |
| Голів            | 1           | 0       |
| Ударів           | 11          | 2       |
| Ударів в площину | 3           | 0       |
| Сейви            | 0           | 2       |
| Володіння м'ячем | 70 %        | 30 %    |
| Кутові           | 6           | 2       |
| Фоли             | 6           | 3       |
| Оффсайди         | 3           | 1       |
| Жовті картки     | 1           | 0       |
| Червоні картки   | 0           | 0       |

| Статистика       | Реал Мадрид | Аль-Айн |
| ---------------- | ----------- | ------- |
| Голів            | 3           | 1       |
| Ударів           | 10          | 6       |
| Ударів в площину | 5           | 2       |
| Сейви            | 1           | 2       |
| Володіння м'ячем | 56 %        | 44 %    |
| Кутові           | 2           | 2       |
| Фоли             | 6           | 7       |
| Оффсайди         | 1           | 1       |
| Жовті картки     | 0           | 0       |
| Червоні картки   | 0           | 0       |

| Статистика       | Реал Мадрид | Аль-Айн |
| ---------------- | ----------- | ------- |
| Голів            | 4           | 1       |
| Ударів           | 21          | 8       |
| Ударів в площину | 8           | 2       |
| Сейви            | 1           | 4       |
| Володіння м'ячем | 63 %        | 37 %    |
| Кутові           | 8           | 4       |
| Фоли             | 12          | 10      |
| Оффсайди         | 4           | 2       |
| Жовті картки     | 1           | 0       |
| Червоні картки   | 0           | 0       |